# Franz Boas
Pour les articles homonymes, voir Boas.
Franz Boas, né le 9 juillet 1858 à Minden en Westphalie dans le Royaume de Prusse et mort le 21 décembre 1942 à New York, est un anthropologue américain d'origine allemande, souvent désigné comme le « père fondateur de l'anthropologie américaine » et de la méthode intensive de terrain. Il est la première grande figure de l'anthropologie à rejeter l'évolutionnisme. Souvent considéré comme l'un des principaux représentants de l'école américaine du diffusionnisme (il a été l'élève de Friedrich Ratzel qui en est le « fondateur »), il prendra rapidement ses distances avec ce mouvement pour développer une pensée personnelle novatrice à l'origine de l'ensemble de l'anthropologie culturelle américaine. À l'origine de cette rupture, son introduction des concepts de relativisme culturel et de particularisme historique en anthropologie. Il fut à l'origine de toute une génération d'anthropologues américains dont Alfred Louis Kroeber, Melville Herskovits, Robert Harry Lowie, Edward Sapir, Ralph Linton, Zora Neale Hurston, Margaret Mead et Ruth Benedict.

## Biographie
Boas est né à Minden (province de Westphalie) en 1858 dans une famille juive ashkénaze. Il est tout d'abord formé aux mathématiques et à la physique dans plusieurs universités allemandes : Heidelberg, Bonn et Kiel. Au cours du semestre d'hiver 1877-1878, il rejoint, comme son cousin, la Burschenschaft Alemannia Bonn. En 1881, il obtient dans cette dernière un doctorat en présentant une thèse sur les variations de la couleur de l'eau de mer. En octobre de la même année, il commence son service militaire en tant que volontaire d'un an dans le 15e régiment d'infanterie (de) à Minden.
Il s'oriente alors vers la géographie et part en 1883 en Terre de Baffin. Il y commence une étude sur l'influence de l'environnement sur le mode de vie des Inuits. Cette expérience va s'avérer cruciale pour Boas. En vivant parmi eux, il acquiert la certitude que l'histoire d'un peuple a un impact bien plus grand sur ses caractéristiques sociales et culturelles que son milieu naturel. Cette expérience va aussi faire naître chez Boas l'intérêt pour ces peuples que l'on qualifie encore à l'époque de primitifs, pour leur singularité culturelle qu'il s'agit de sauvegarder. Encore très proche de la géographie, Boas se fait anthropologue.
De 1889 à 1892, il enseigne à l'université Clark et y mène des enquêtes sur  la  croissance  des  écoliers  new-yorkais.  En  1894,  il évoque pour la première fois en public la question du lien entre capacités   mentales et race devant l’Association américaine pour l'avancement des sciences.

## Travaux
En 1921, il effectua des travaux relatifs aux conséquences des migrations. Ceux-ci consistaient à comparer les premières et secondes générations de migrants aux populations d'origine restées sédentaires. L'objet principal de ses études était de mesurer l'impact du nouvel environnement sur les migrants.
Franz Boas est avant tout un infatigable enquêteur des cultures amérindiennes et esquimaux : sa théorie est que les anthropologues devraient partir d'observations concrètes afin d'en arriver à des théories générales. Selon lui, chaque culture est le produit d'une histoire contingente : il n'y a pas de lois du développement, seulement des processus singuliers. Franz Boas est le père du relativisme culturel. Il dissocie l'étude des races de celle des cultures. Contre l'évolutionnisme, il affirme qu'aucune culture n'est plus développée qu'une autre. Il traite chaque culture comme une synthèse originale, dotée d'un « style », qui s'exprime à travers la langue, les croyances, les coutumes, l'art, et constitue un tout. Le monde est divisé en « aires culturelles ».

## Expédition de Baffin (1883-1884)
Le but de cette expédition était géographique : collecte d'information sur les zones de chasses, les migrations, les routes de commerces, la cartographie, la météo, etc.
Durant ce voyage il vécut avec des Inuits. Il apprit leur langue, leurs mythes, leur mode de vie et leurs coutumes.
De retour à Berlin, il se rendit compte qu'il n'était pas possible d'expliquer les migrations des Esquimaux uniquement comme étant le résultat d'une adaptation aux modifications de l'environnement, mais qu'il était nécessaire, pour comprendre leur rapport à l'espace, d'étudier également leur histoire et leur culture.
C'est cette expérience qui l'amena à une conversion de la géographie humaine, vers l'ethnographie et l'histoire.
Quand il publie ses travaux (The Central Eskimo) sur le sujet, il ne reste presque plus rien du déterminisme géographique des débuts.

## Son concept de culture
Pour Franz Boas, la culture est un ensemble de croyances, de coutumes et d'institutions sociales qui caractérisent et individualisent les différentes sociétés. 
Il est héritier du concept allemand de « Kultur » (civilisation en français), auquel il donne la signification de « totalité spirituelle intégrée. » L'anthropologie américaine a hérité de ce concept.

## Engagement politique
Boas fut un militant communiste jusqu'à sa mort (envoyant chaque année une carte à Staline pour son anniversaire).

## Postérité
Fondateur des enquêtes de sociologie empiriques, en particulier sur les populations migrantes et déracinées dont il observe et conforte l'acculturation, Franz Boas est le véritable inspirateur de l'école de Chicago. Ses positions théoriques qui résultent d'une naturalisation du domaine humain, ainsi que d'une décontextualisation aussi bien ethnique, que géographique et historique des traditions culturelles, rencontrèrent l'opposition critique de Margaret Mead, puis de Claude Lévi-Strauss.

## Œuvres de Franz Boas
Malgré sa place centrale dans la constitution de l'anthropologie moderne, l'œuvre de Franz Boas n'a quasiment pas été traduite en français jusqu'en 2003, avec la traduction de Primitive Art aux éditions Adam Biro puis en 2017, avec la parution de l'ouvrage : Anthropologie amérindienne, Franz Boas, regroupant en 640 pages d'un corpus de textes choisis, traduits, présentés et annotés par Isabelle Kalinowski et Camille Joseph, aux éditions Flammarion, coll. « Champs Classique » (2017),  (ISBN 9782081270817) .
Avant cette publication, voici les titres des ouvrages et articles les plus importants :
- "The Central Eskimo", Sixth Annual Report of the Bureau of American Ethnology 1884-1885, Washington, Smithsonian Institution, 1888, p. 399-669.
- Indian Myths and Legends from the North Pacific Coast of America (1895)
- The Limitations of the Comparative Method in Anthropology, Science 4 (1896)
- The Social Organization and the Secret Societies of the Kwakiutl Indians, Report of the US National Museum for 1895, Washington, (1897)
- (en-US) The Mind of Primitive Man:, Greenwood Press, 1911, rééd. 1938, 20 septembre 1983, 303 p. (ISBN 9780313240041, lire en ligne),
- Handbook of American Indian Languages (1911), Washington, Smithsonian Institution, Bureau of American Ethnology
- Anthropology and Modern Life (1932)
- Primitive Art (1927), traduction française par Marie Mauzé : L'Art Primitif, Adam Biro, Broché, 2003
- Race, Language and Culture (1940), New York, Maxmillan.
- Race and Democratic Society (1945), New York, J. J. Austin.
- Kwakiutl Ethnography (1966), The University of Chicago Press.

### Essais
- (en) Walter Rochs Goldschmidt (dir.), The anthropology of Franz Boas: essays on the centennial of his birth, American Anthropological Association, Menasha, Wis. 1959, 165 p.
- (en) George W. Stocking, Jr (dir.), A Franz Boas reader: the shaping of American anthropology, 1883-1911, University of Chicago Press, Chicago, 1974, 354 p.  (ISBN 0-226-06243-0).
- Michael Dürr, Erich Kasten (de), Egon Renner (dir.): Franz Boas. Ethnologe, Anthropologe, Sprachwissenschaftler. Ein Wegbereiter der modernen Wissenschaft vom Menschen, Staatsbibliothek zu Berlin, Preussischer Kulturbesitz, 1993.
- Volker Rodekamp (de) (dir.), Franz Boas 1858–1942. Ein amerikanischer Anthropologe aus Minden. Verlag für Regionalgeschichte, Bielefeld, 1994  (ISBN 3-89534-116-9).
- Nicolas Journet (éd.), La culture : de l'universel au particulier, Paris, éditions Sciences Humaines, 2002.
- Hans-Walter Schmuhl (de) (dir.), Kulturrelativismus und Antirassismus. Der Anthropologe Franz Boas. Transcript, Bielefeld, 2009  (ISBN 978-3-8376-1071-0).
- (en) Rosemary Lévy Zumwalt, Franz Boas : the emergence of the anthropologist, Lincoln, University of Nebraska Press, 2019, XXI-417 p. (ISBN 978-1-4962-1554-3, SUDOC 241650461).
- Charles King (trad. Odile Demange), La Réinvention de l’humanité, Paris, Albin Michel, 2022, 512 p. (ISBN 2226452060).
- Camille Joseph et Isabelle Kalinowski, La Parole inouïe. Franz Boas et les textes indiens, Toulouse, Anacharsis, coll. « Essais », 2022, 192 p.   (ISBN 979-1027904365).

### Articles
- Pierre Bonte et Michel Izard (dir.), « Franz Boas », in Dictionnaire de l'ethnologie et de l'anthropologie, PUF, Paris, 2008 (1re éd. 1991), p. 116-118  (ISBN 978-2-13-055999-3).
- Sandrine Teixido, « Franz Boas (1858-1942). Le père de l'anthropologie culturelle », Sciences Humaines, no 138, mai 2003, p. 44-46.
- [comptes rendus] Marie-Hélène Fraïssé, « Franz Boas ethnologue totémique », Le Monde,‎ 1er avril 2022.

### Étudiants
- Alfred Louis Kroeber
- Edward Sapir
- Ruth Benedict
- Margaret Mead
- Ella Cara Deloria
- Herman Karl Haeberlin
- Zora Neale Hurston